# Har H̱aluẕ
Har H̱aluẕ (hebreiska: חר חלוצ, Har H̱aluts) är ett berg i Israel.   Det ligger i distriktet Norra distriktet, i den norra delen av landet. Toppen på Har H̱aluẕ är 709 meter över havet.
Terrängen runt Har H̱aluẕ är huvudsakligen kuperad, men österut är den bergig.Runt Har H̱aluẕ är det ganska tätbefolkat, med 90 invånare per kvadratkilometer. Närmaste större samhälle är Karmi'el, 3,4 km söder om Har H̱aluẕ. Omgivningarna runt Har H̱aluẕ är i huvudsak ett öppet busklandskap.